# Vârful Svinecea Mare, Munții Almăjului
Vârful Svinecea Mare, cu o altitudine de 1.224 m, este cel mai înalt vârf din Munții Almăjului.  Din punct de vedere administrativ se găsește pe teritoriul județului Caraș-Severin, în raza comunei Eftimie Murgu.